# Harold Primat

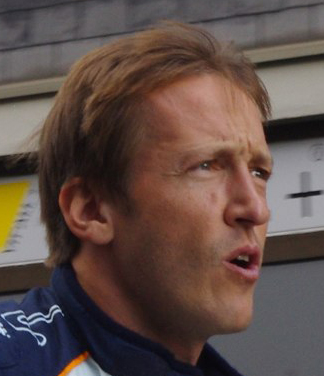
Harold Primat 2011 in Le Mans

Harold Primat (* 12. Juni 1975 in Neuilly-sur-Seine) ist ein ehemaliger Schweizer Autorennfahrer französischer Abstammung.

## Karriere im Motorsport
Harold Primat kam im noblen Pariser Vorort Neuilly-sur-Seine zu Welt. Aufgewachsen ist er allerdings in der Schweiz. Bereits in der Grundschule begann er mit dem Kartsport. Die Ausbildung zum professionellen Rennfahrer erhielt er in den Rennfahrerschulen von Max Mygale und Winfield in Frankreich. Der Abschluss dieser frühen Karrierephase war ein Lehrgang bei der Jim Russell Racing School in England.
Seine ersten Rennerfahrungen sammelte er 1999 in den Vereinigten Staaten. Er bestritt Rennen in der Formel-Ford-2000-Serie. Seine erste Meisterschaft beendete er als Gesamtzwölfter (Gesamtsieger wurde der Brite Dan Wheldon). Im folgenden Jahr wurde er 16. der Endwertung. Zurück in Europa begann er ab 2001 Formel 3 zu fahren. In der Britischen Formel-3-Meisterschaft war ebenso engagiert wie in der Euroserie. Seine beste Platzierung war der elfte Endrang in nationalen Klasse der britischen Meisterschaft 2002 (Gesamtsieger Adam Carroll).
2004 wechselte er in den Sportwagensport, wie er bis zum Karriereende 2015 konnte er bei internationalen Rennen zwei Gesamtsiege feiern und stand 12-mal auf dem Podium der ersten Drei. 2005 gab er sein Debüt in beiden Le Mans Series in Europa und Nordamerika. Er gab sein Debüt beim 12-Stunden-Rennen von Sebring und bei den 24 Stunden von Le Mans. In Sebring fiel er auf einem von Kruse Motorspot gemeldeten Courage C65 nach einem Motorschaden vorzeitig aus. In Le Mans fuhr er einen Dallara SP1; auch hier endete das Rennen nach einem Motorschaden vor dem Fallen der Zielflagge.
2006 wurde er Gesamtfünfter in der Endwertung der LMP1-Klasse der European Le Mans Series und ging 2007 und 2008 für das Team von Henri Pescarolo an den Start. 2009 unterschrieb er einen Werksvertrag bei Aston Martin Racing, wo er bis 2011 blieb. Neben den schlechten Erfahrungen mit dem fast unfahrbaren AMR-One gab es als Erfolge 2010 den sechsten Gesamtrang in Le Mans und 2011 den Gesamtsieg beim zur American Le Mans Series zählenden 6-Stunden-Rennen von Laguna Seca.
Nach einem Jahr bei Rebellion Racing war Primat ab 2013 in der Blancpain Endurance Series engagiert. Nach dem letzten Saisonrennen 2015 auf dem Nürburgring erklärte er seinen Rücktritt vom professionellen Rennsport.

## Statistik

### Le-Mans-Ergebnisse
| Jahr | Team                | Fahrzeug               | Teamkollege        | Teamkollege      | Platzierung | Ausfallgrund    |
| ---- | ------------------- | ---------------------- | ------------------ | ---------------- | ----------- | --------------- |
| 2005 | Rollcentre Racing   | Dallara SP1            | Robert Verdoen-Roe | Michael Krumm    | Ausfall     | Motorschaden    |
| 2006 | Swiss Spirit        | Courage LC70           | Marcel Fässler     | Philipp Peter    | Ausfall     | Getriebeschaden |
| 2007 | Pescarolo Sport     | Pescarolo 01           | Christophe Tinseau | Benoît Tréluyer  | Rang 13     |                 |
| 2008 | Pescarolo Sport     | Pescarolo 01           | Christophe Tinseau | Benoît Tréluyer  | Rang 7      |                 |
| 2009 | Aston Martin Racing | Lola-Aston Martin LMP1 | Stuart Hall        | Peter Kox        | Ausfall     | Motorschaden    |
| 2010 | Aston Martin Racing | Lola-Aston Martin LMP1 | Stefan Mücke       | Adrián Fernández | Rang 6      |                 |
| 2011 | Aston Martin Racing | Aston Martin AMR-One   | Andrew Meyrick     | Adrián Fernández | Ausfall     | Motorschaden    |
| 2012 | Rebellion Racing    | Lola B12/60            | Jeroen Bleekemolen | Andrea Belicchi  | Rang 11     |                 |

### Sebring-Ergebnisse
| Jahr | Team                | Fahrzeug    | Teamkollege      | Teamkollege        | Platzierung | Ausfallgrund |
| ---- | ------------------- | ----------- | ---------------- | ------------------ | ----------- | ------------ |
| 2005 | Kruse Motorsport    | Courage C65 | Phil Bennett     | Ian Mitchell       | Ausfall     | Motorschaden |
| 2010 | Aston Martin Racing | Lola B09/60 | Adrián Fernández | Stefan Mücke       | Rang 3      |              |
| 2012 | Rebellion Racing    | Lola B12/60 | Andrea Belicchi  | Jeroen Bleekemolen | Rang 34     |              |